# Faty Papy
Faty Papy (Buyumbura, Burundi, 18 de septiembre de 1990-Suazilandia, 25 de abril de 2019) fue un futbolista burundés.

## Selección nacional
Fue internacional con la Selección de fútbol de Burundi en 29 ocasiones.

## Muerte
Falleció a consecuencia de un infarto en medio de un partido ante el Green Mamba en el Killarney Stadium.
Había concedido una entrevista el día anterior a un medio local en la que reconocía que los médicos le habían advertido de que podía morir si no dejaba de jugar.

## Clubes
| Club                    | País         | Año       |
| ----------------------- | ------------ | --------- |
| Inter Star              | Burundi      | 2007-2008 |
| Trabzonspor             | Turquía      | 2008-2009 |
| MVV Maastricht (cesión) | Países Bajos | 2009-2010 |
| Trabzonspor             | Turquía      | 2010-2011 |
| APR FC                  | Ruanda       | 2011-2012 |
| Bidvest Wits            | Sudáfrica    | 2012-2016 |
| Real Kings              | Sudáfrica    | 2016-2018 |
| Malanti Chiefs          | Suazilandia  | 2019      |